# Savalou
 (mars 2016).
Si vous disposez d'ouvrages ou d'articles de référence ou si vous connaissez des sites web de qualité traitant du thème abordé ici, merci de compléter l'article en donnant les références utiles à sa vérifiabilité et en les liant à la section « Notes et références ».
Savalou (ou Savallou) est une commune et une ville du Bénin, située au centre-sud du pays, dans le département des Collines.

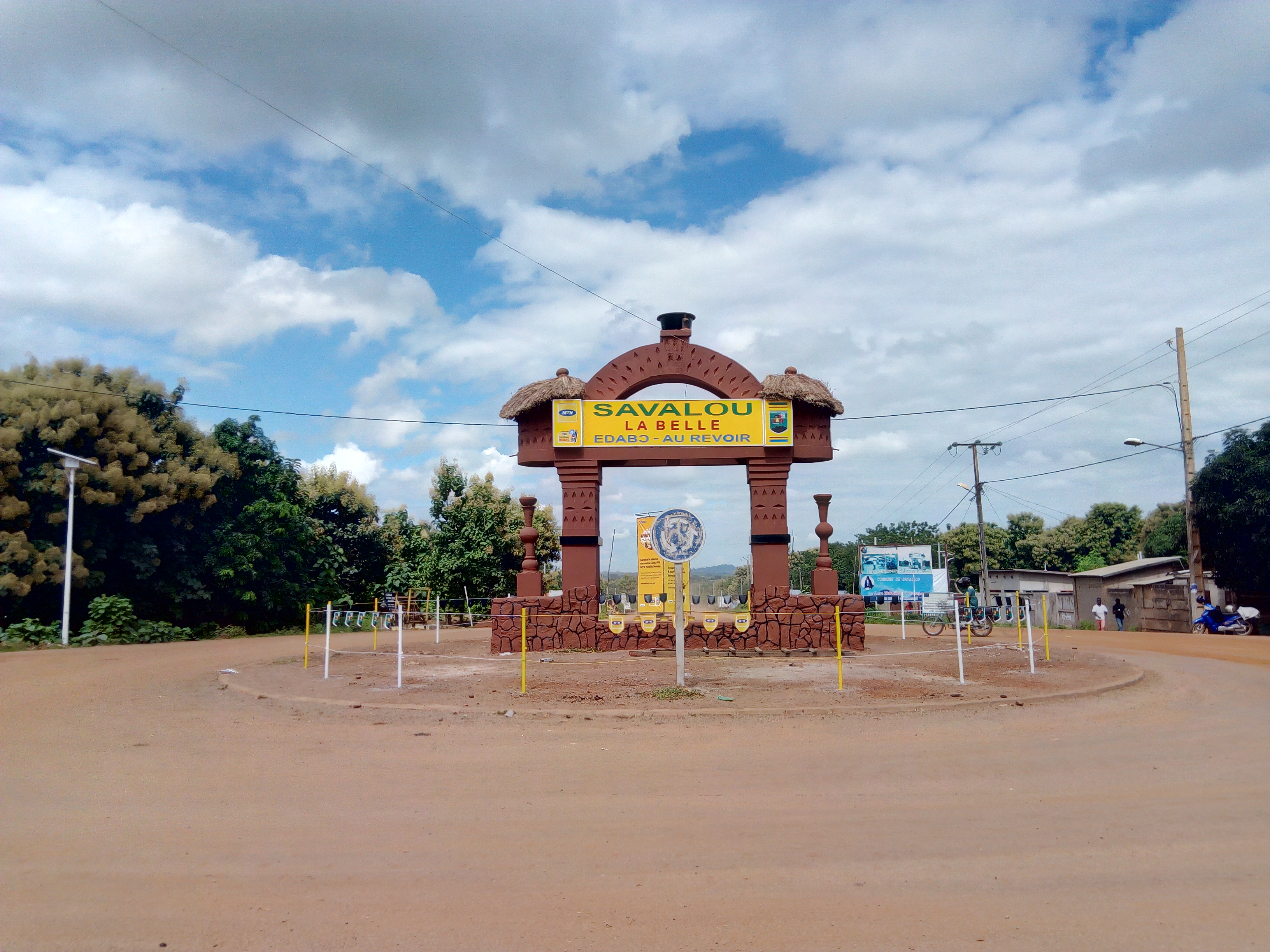
L'entrée de la ville de Savalou.

## Situation géographique

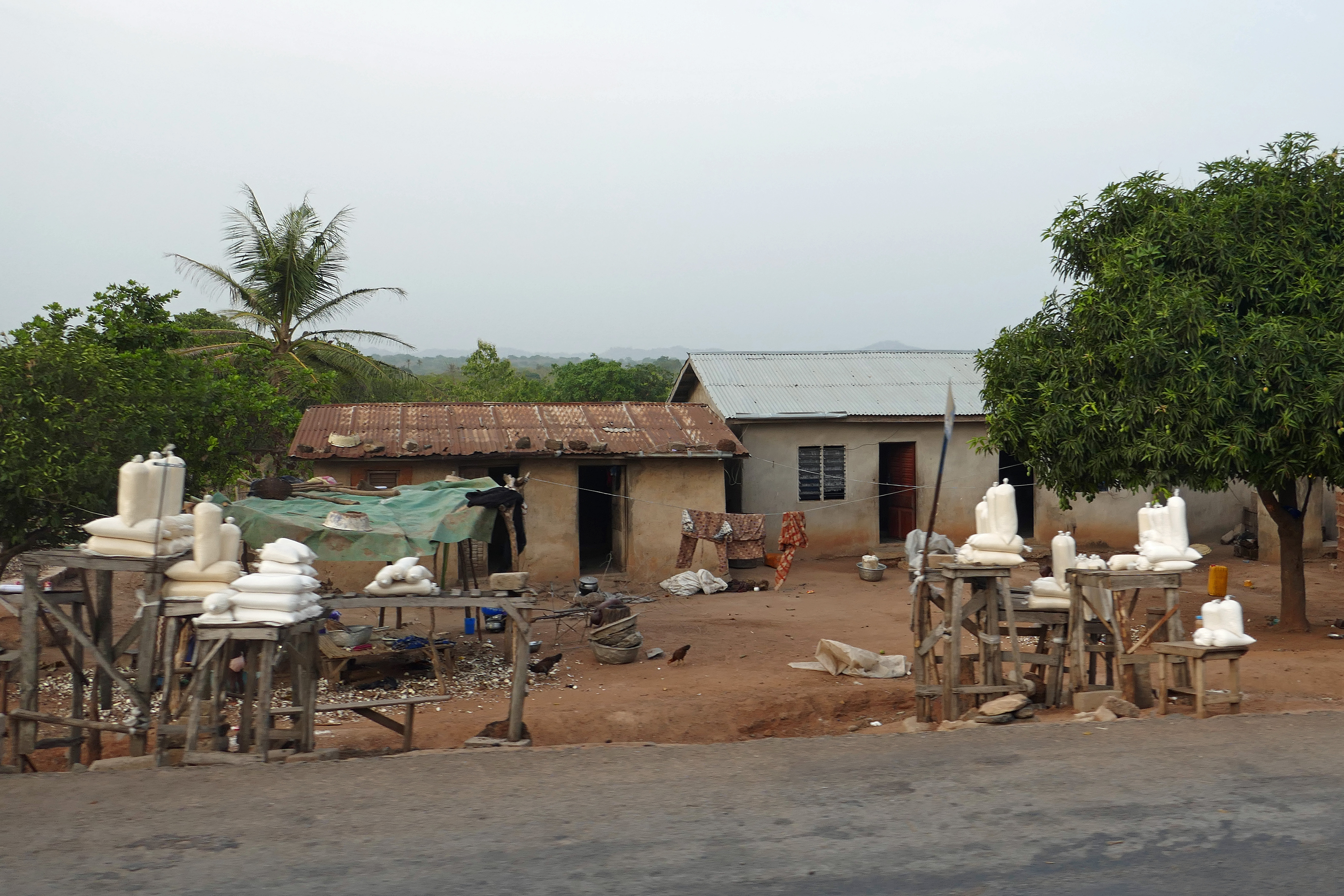
Vente de sacs de Gari au bord de la route nationale.

La commune de Savalou est frontalière des communes de Dassa-Zoumè et de Glazoué à l'Est, de Djidja au Sud, de Bantè au Nord et de la république du Togo à l'Ouest. Sa superficie est de 2 674 km2, ce qui représente 2,37 % du territoire national du Bénin. Elle est subdivisée en quatorze arrondissements dont quatre sont urbanisés : Aga, Agbado, Attakè et Ouessè. D'après l'INSAE, elle comprend dix-sept quartiers de ville et cent-onze villages.
La commune de Savalou est à la frontière des espaces urbanisés et ruraux, l'activité agricole y restant importante. Le maïs et l'anacarde sont des cultures agricoles exploitées, car le climat équatorial y est relativement tempéré.

## Population
Lors du recensement de 2013 (RGPH-4), la commune comptait 144 549 habitants.

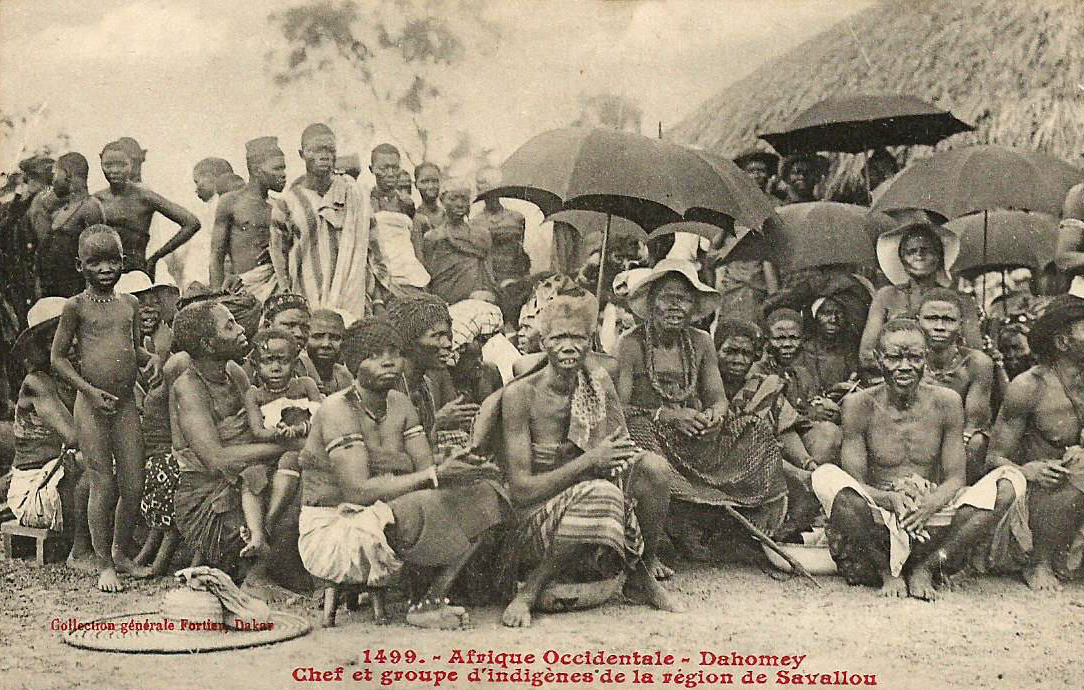
Chef et groupe d'indigènes de la région de Savallou (Dahomey).

La population de Savalou est principalement composée des ethnies Mahis et d'Ifè. D'autres sont également représentées : Fons, Ajas, Peulhs et Batammariba. Les deux principaux groupes ethniques de la commune sont le groupe Adja-Tado et celui des Yoruba.
Le groupe Adja-Tado est composé des Fon et des Mahi. Ils représentent 58 % de la population totale. Le mahi est un dialecte linguistiquement rattaché au Fon, qui est la langue parlée majoritairement dans le sud et le centre du Bénin. Les Mahis de Savalou constituent une minorité installée parmi les Nagos qui peuplent en majorité le centre du Bénin.
Le groupe Yoruba et apparentés inclut les Ifè installés dans l'Ouest de la commune, les Isha au Nord et les Idaasha à l'Est. Ils représentent 32 % de la population totale.
Parmi les autres groupes ethniques issus des migrations récentes, on trouve les Yom-Lokpa (2,3 %), les Peul (2,2 %), les Batammariba (2,5 %), les Dendi et les Baatonu (0,9 %).

## Histoire

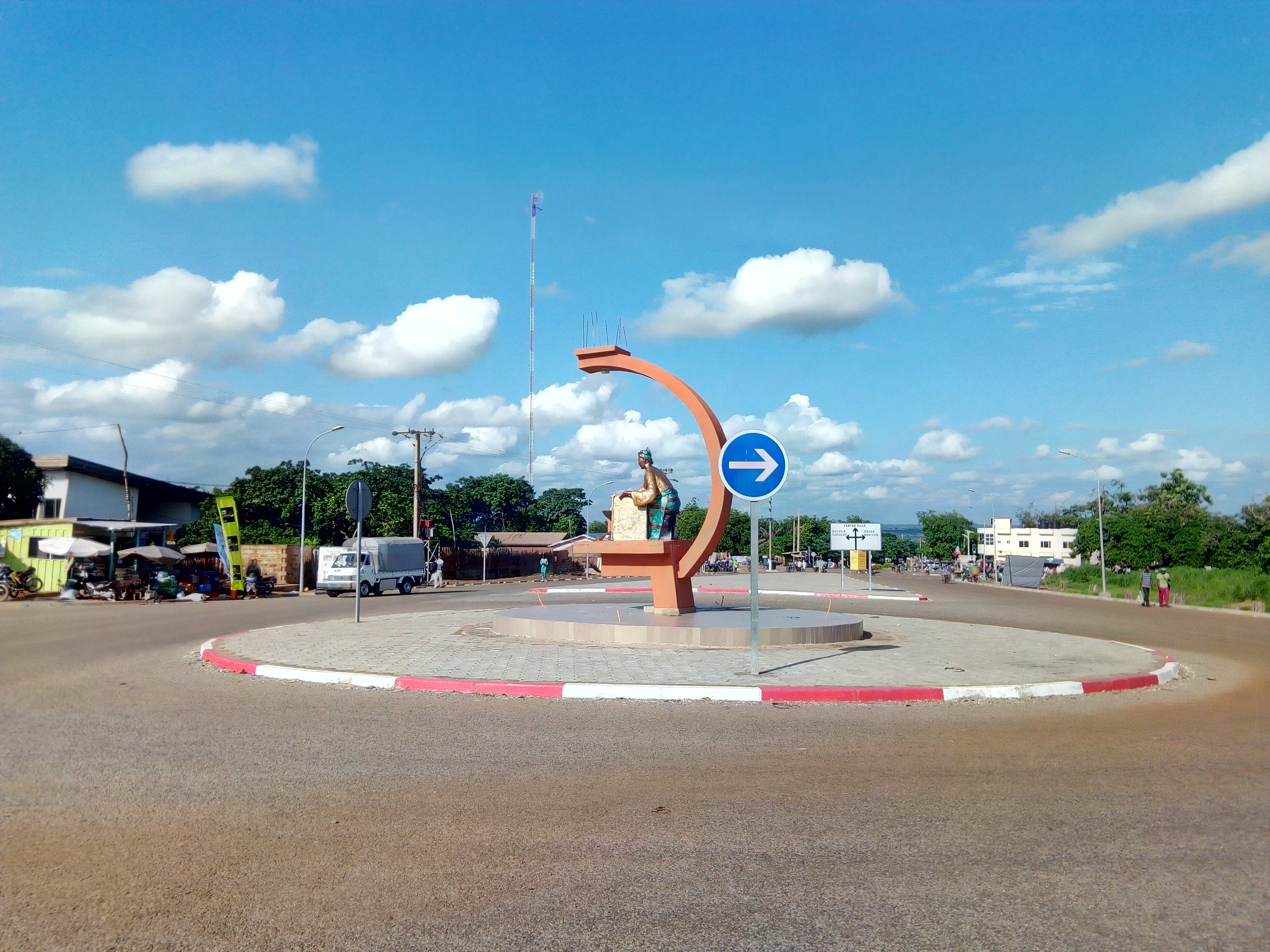
Carrefour Dame gari.

Les rois successifs qui règnent dans cette région sont de la lignée des Gbaguidi nom né par déformation de ÔbaGuidi, ce qui littéralement signifie « chef puissant ». Ce nom fut donné lors de son sacre au premier roi en 1557 après qu'il a apprivoisé un buffle, animal symbolisant la brutalité sauvage.[réf. nécessaire]
Aux portes de la ville, on peut voir une grande statue en terre cuite au centre d'un parc qui représente ce roi. Cette dynastie est toujours en place : l'actuel roi est Ganfon Ganyihoun Toffa GBAGUIDI 15

### Liste des rois
| Nom                           | Règne                        |
| ----------------------------- | ---------------------------- |
| Gbaguidi Ier Soha (fondateur) | 1600 – 1618                  |
| Adigli (régent)               | 1618 – 1657                  |
| Betêtê Ava (régent)           | 1657 – 1700                  |
| Gnahoui Kpoki (régent)        | 1700 – 1722                  |
| Gbaguidi II Tchaou            | 1722 – 1769                  |
| Gbaguidi III Baglo            | 1769 – 1794                  |
| Gbaguidi IV Djeïzo Bonanaglo  | 1794 – 1804                  |
| Gbaguidi V Badébou            | 1804 – 1818                  |
| Gbaguidi VI Gougnisso         | 1818 – 1860                  |
| Gbaguidi VII Lintonon         | 1860 – 1878                  |
| Gbaguidi VIII Zundegla        | 1878 – 1901                  |
| Gbaguidi IX Goumoan           | 14 Jul 1901 - 4 février 1928 |
| Gbaguidi X Bahinnou           | 1928 – 1937                  |
| Gbaguidi XI Gandigbe          | 1937 – 1983...               |
| Gbaguidi XII Houessolin       | 1983 – 2002                  |
| (vacant)                      | 2002 – 2006                  |
| Gbaguidi XIII Tossoh          | 2006 – 2014                  |
| Gbaguidi XIV Gandjègni Awoyo  | 2015 - 2022                  |

## Géographie
La ville est entourée de plusieurs collines et monts : la chaine de Savalou, les collines jumelles de Kpataba-Savalou, le mont Sègui de Logozohè, également la chaine de Monkpa (un des arrondissements de la commune), mesure environ 2 km de long, partie de la colline Donmononso passant par Agbassa, Atalalikwé jusqu'à Wallaso et la colline Logboso au Sud-Est du même arrondissement.

## Culture

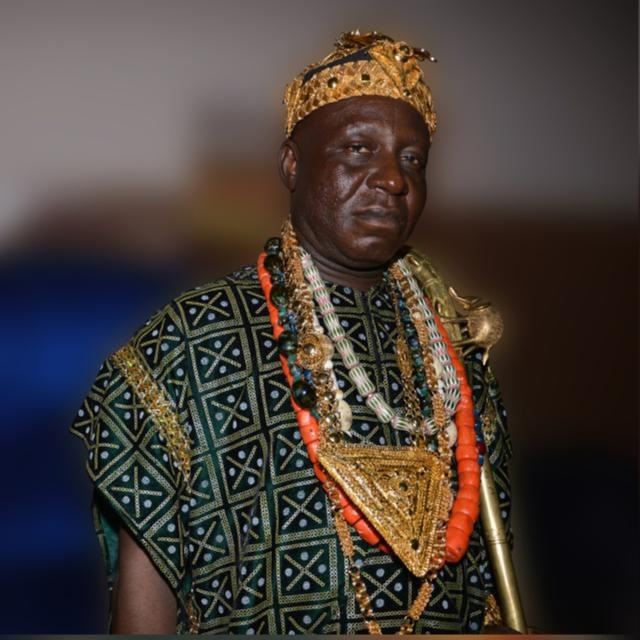
Ancien roi de Savalou, Dada GANGJÈGNI AWOYO Gbaguidi 14.

### Monuments
- Mausolée du Roi Ahossou Soha, situé dans le village de Zounkonkanme
- Palais royal du royaume de Savalou.

### Musées
Savalou possède plusieurs musées :
- Le musée de chasse du Fà
- Le musée d'Histoire de Savalou

### Musique
- Tchingounmin
- Tobà

### Danses
- Agbohoun, Zógbehoun exécuté uniquement par des hommes dont le formateur principal KPODEKON Dossou Bernardin Houngbè du surnom Guèdègoudou. On peut aussi noter : Agnanhoun, Adjoba, Avoulè, Sôhoun, Akatahounto, Gbotrôhoun, Yohountcha...

## Personnalités liées à la ville
- Bella Agossou (1981-), actrice résidant à Barcelone
- Odile Ahouanwanou (1991-), athlète, spécialiste de l'heptathlon.
- Petit Miguelito Artiste musicien
- Dèlidji Houindo[4]